# Tubpassionsblomma
Tubpassionsblomma (Passiflora antioquiensis) är en passionsblomsväxtart som beskrevs av Karst.. Enligt Catalogue of Life ingår Tubpassionsblomma i släktet passionsblommor och familjen passionsblomsväxter, men enligt Dyntaxa är tillhörigheten istället släktet passionsblommor och familjen passionsblomsväxter. Arten förekommer tillfälligt i Sverige, men reproducerar sig inte. Inga underarter finns listade i Catalogue of Life.

## Bildgalleri

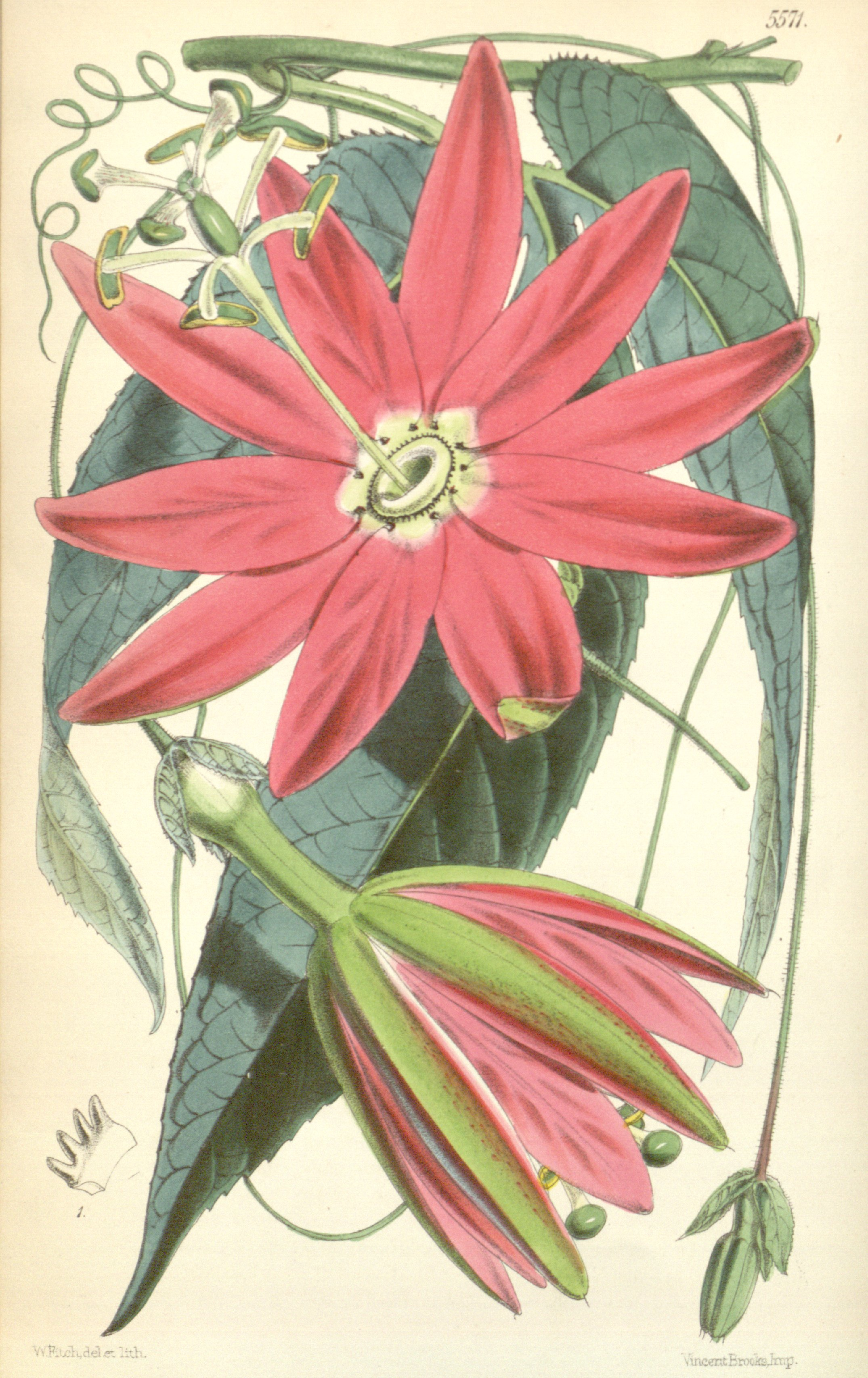